# تاس قلعه
تاس قلعه (قزاقی: Тасқала, تاسقالا) یک شهرک در قزاقستان است که در استان قزاقستان غربی واقع شده‌است. تاس قلعه ۷۳۵۰ نفر جمعیت دارد.